# Elimia teres
Elimia teres är en snäckart som först beskrevs av I. Lea 1841.  Elimia teres ingår i släktet Elimia, och familjen Pleuroceridae. IUCN kategoriserar arten globalt som sårbar. Inga underarter finns listade.